# Reineveld

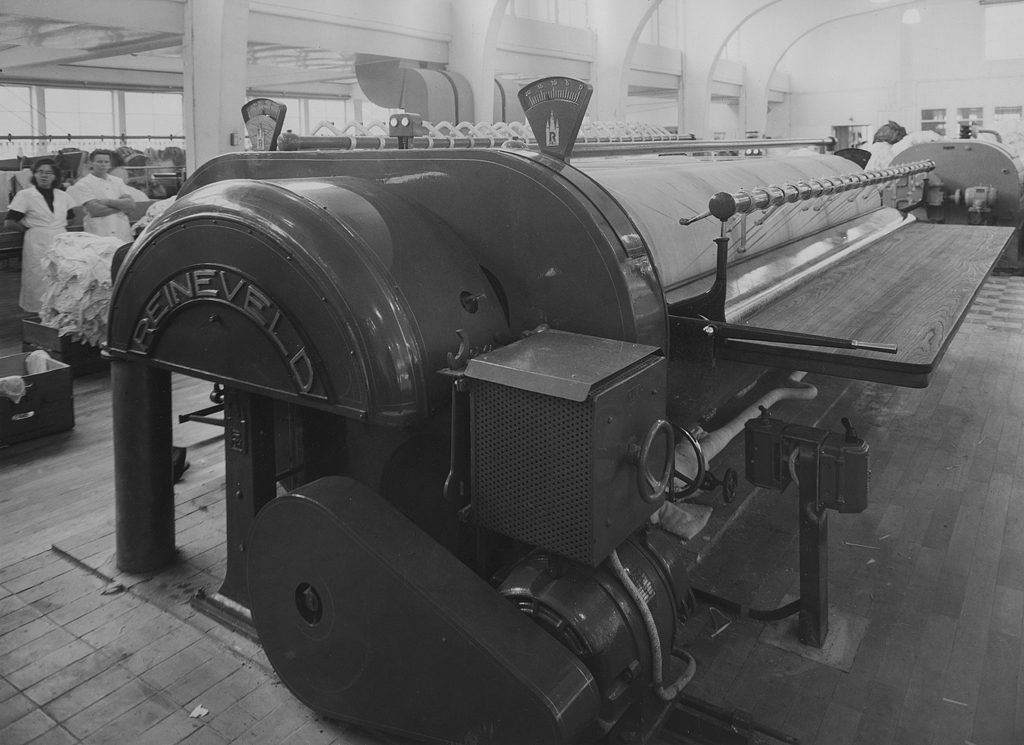
Reineveld-mangel in de wasserij van een Zweeds ziekenhuis (1946)

De Machinefabriek Reineveld was een Nederlandse gieterij en machinefabriek die met voorlopers bestaan heeft van 1840 tot 1973. Ze verwierf in de 20ste eeuw internationale naam met wasserijmachines. Het bedrijf was oorspronkelijk gevestigd in de binnenstad van Delft maar verhuisde in 1890 naar een voormalig landgoedje, het huis Reineveld waaraan de latere bedrijfsnaam is ontleend

## Voorgeschiedenis
De Nederlandse industrie was rond 1840 nog beperkt qua omvang en capaciteit. Buitenlandse, vooral Britse vaklieden speelden een belangrijke rol. Zo kwam de Britse vijlenmaker John Robert Watson in Delft. Samen de lokale ondernemer Hermanus Hartogh Heijs begon deze in 1840 met een stoomvijlenfabriek onder de firma Watson, Hartogh Heijs en Comp. Deze samenwerking werd in 1843 weer ontbonden, Hartogh Heijs Jr. ging alleen onder eigen naam verder. Naast vijlen vervaardigde men o.a. vergulderspersen. Verder was er een kopergieterij, kachel- en haardensmederij (sinds 1846) en stoomdraaierij eraan verbonden, waar in 1857/'59 in het totaal 50 personen werkzaam waren. In 1859 kreeg de zoon van Hartogh Heijs Jr., Hermanus Hartogh Heijs handlichting en deze breidde het bedrijf nog dat jaar uit met een ijzergieterij en een (reparatie)werkplaats. Hermanus Hartogh Heijs was een te Luik afgestudeerd werktuigkundig ingenieur. Onder zijn leiding begon men met de vervaardiging van stoomketels en stoommachines en kwam in 1866 een scheepswerf waar ijzeren schepen voor de binnenvaart werden gebouwd tot stand. In 1880 namen de Gebr. Senf de onderneming over, waarna in 1882 de combinatie Vreede, Van Rinsum en Co. de zaken overnam (waarbij de fabriek nog altijd eigendom was van H Hartogh Heijs). Onder hoede van Everard Vreede en Anton Elize van Rinsum (studie TH Hannover en betrokken bij de bouw van de Oliefabrieken te Delft) breidden de zaken zich aardig uit, mede doordat men in 1883 het agentschap voor Zuid-Holland van Stork (bedrijf) verwierf. In 1889 telde de fa. Van Rinsum & Co. 40 arbeiders. In 1890 volgde de aankoop van de buitensociëteit Reineveld en in 1891 de verhuizing daarheen.

## Reineveld
Van Rinsum overleed onverwacht in 1892 waarna een nieuwe combinatie de zaken in 1893 voortzette o.l.v. de Delftse werktuigbouwkundig ingenieur J G F Rooker als een nv onder de naam Machinefabriek Reineveld IJzer- en Metaalgieterij, waarbij de Koninklijke Nederlandsche Gist- en Spiritusfabriek en Stork (bedrijf) betrokken waren. De productie van pompwerktuigen startte (vanaf 1900: zuiger- en plunjerpompen naar ontwerp prof. J Grundel, de zgn. Java-pomp, vnl. voor de export), rond 1895 gevolgd door die van verbrandingsmotoren en in 1899 die van wasserijmachines. In dat laatste product zou het bedrijf zich specialiseren: 1902 de eerste stoommangel, 1909 de eerste centrifuge. De specialisering had succes: In 1902 telde Reineveld 117 werklieden, in 1912 320. Rooker kreeg in 1907 gezelschap van zijn Delftse vakgenoot S H Stoffel - die met name de afdeling gasmotoren onder zijn hoede had - en in 1910 mededirecteur werd. Rooker nam in 1924 afscheid, Stoffel in 1930. Het bedrijf specialiseerde zich verder in waterbehandelingsapparatuur waarbij de overname in 1925 van de producten van het in Haarlem gevestigde nv Tymoor in liquidatie diende. Verder werd de vervaardiging van rubbermolens en -walsen belangrijk waarbij men eigen octrooien verwierf naast centrifuges. De crisisjaren waren door het divers productenpakket (onder meer ontsmettingsovens en continue-werkende centrifuges naar octrooi fa Fesca te Berlijn) relatief minder zwaar voor Reineveld maar toch volgde in 1937 een algehele reorganisatie van het aandelenkapitaal. Inmiddels was er sinds 1925/'26 een agentschap te Den Haag waar de toonzalen, demonstratieruimte en het projectbureau waren ondergebracht.

## Groei en neergang
Na 1945 pakte men de draad weer snel op o.l.v. A Bolsterlee en B Braat. In 1949 werd de te Brussel (stad) gevestigde Sociéte Belge Reineveld SPRL omgezet in een SA. Men ging ook apparatuur als afsluiters en verdeelstukken in kunststof maken, mede waarom de nv in 1950 hernoemd werd tot Machinefabriek Reineveld. De gieterij - met eigen laboratorium - specialiseerde zich in bijzondere legeringen als perlietisch gietijzer. In 1953 werkten er ongeveer 500 personen, er was een eigen bedrijfsschool. De helft van de productie was bestemd voor de export. De in eigen beheer ontwikkelde industriële wasautomaat, de Speedmaster, was een (export) succes, in 1963 werd de 1000ste afgeleverd. Daarnaast leverde men voor de wasindustrie mangels, uitschudmachines en droogmachines onder de namen Flatmaster, Shakemaster en Tornado. De concurrent in Nederland, de firma Spronk werd overgenomen, in 1966 volgde nog de overname van de afdeling confectiemachines van Ubbink-Davo. De vervaardiging van deze producten werd ondergebracht bij de Brusselse dochteronderneming die sinds 1960 samenwerkte met de Prosperity Company te Syracuse voor persen voor wasserij- en confectie-industrie. Maar al gauw kwam ook Reineveld zoals veel maakindustrie rond 1970 in de problemen. In 1969 werd het het personeelsbestand door ontslag van 90 medewerkers teruggebracht tot 430, het filiaal te Brussel gesloten en de productie daarvan overgebracht naar Hamme (Oost-Vlaanderen). In 1972 kwam het tot surseance en ontslag van het gehele personeel van 350 personen, in 1973 volgde faillissement. Op de plaats verrees kort daarna de nieuwbouw van de Lerarenopleiding Zuid-West Nederland.